# Estado de Java Oriental
El Estado de Java Oriental (en indonesio: Negara Jawa Timur) fue un estado federal (negara bagian) formado en la isla indonesia de Java por los Países Bajos en 1948. Posteriormente se convirtió en un componente de los Estados Unidos de Indonesia, pero se fusionó con la República de Indonesia el 9 de marzo de 1950.